# 2000년대 대만의 텔레비전 드라마 목록
다음은 2000년대에 방송된 타이완 텔레비전 드라마의 연도순 목록이다.
- 2000년 타이완의 텔레비전 드라마 목록
- 2001년 타이완의 텔레비전 드라마 목록
- 2002년 타이완의 텔레비전 드라마 목록
- 2003년 타이완의 텔레비전 드라마 목록
- 2004년 타이완의 텔레비전 드라마 목록
- 2005년 타이완의 텔레비전 드라마 목록
- 2006년 타이완의 텔레비전 드라마 목록
- 2007년 타이완의 텔레비전 드라마 목록
- 2008년 타이완의 텔레비전 드라마 목록
- 2009년 타이완의 텔레비전 드라마 목록

## 같이 보기
- 2000년대 텔레비전 드라마 목록